# Задолжье (Псковская область)
Задолжье — деревня в Новоржевском районе Псковской области России. Входит в состав Вехнянской волости.

## География
Находится в центре региона, около озёр Задолжское и Седговец.

## История
Согласно исследованию В. К. Андреева, комоним означает «за озером Долгое» и образован как ориентированный топонимов через пространственный префикс «за-». На карте XIX века озеро Задолжское не обозначено.
С 1927 по 2005 год входила в состав Дубровской волости.
В 1941—1944 гг. местность находилась под фашистской оккупацией войсками Гитлеровской Германии.

## Население
| 2001 | 2002 | 2010 |
| ---- | ---- | ---- |
| 28   | ↗32  | ↘10  |

Согласно результатам переписи 2002 года, в национальной структуре населения русские составляли 97 % от общей численности в 32 чел..

## Инфраструктура
Личное подсобное хозяйство.

## Транспорт
Деревня доступна по просёлочным дорогам.